# بومسارا
بومسارا (به لاتین: Bhumsara) یک منطقهٔ مسکونی در بنگلادش است که در مکسودپور واقع شده‌است.